# 罗万藻
羅萬藻（？—1647年），字文正。江西临川腾桥人，明朝政治人物。 

## 生平
早年師從湯顯祖，博览群书。天启七年（1627年），乡试中举。深得祭酒倪元璐賞識，得薦入朝，堅辭不就。
南明時，官上伉知縣禮部主事。與艾南英、章世純、陳際泰等倡導唐宋文風，结“豫章社”，世稱艾、章、羅、陳。顺治四年，艾南英死，万藻痛哭，为他料理丧事，數月後亦卒。有《此观堂集》12卷、《十三经类语》14卷。